# Chinoiserie

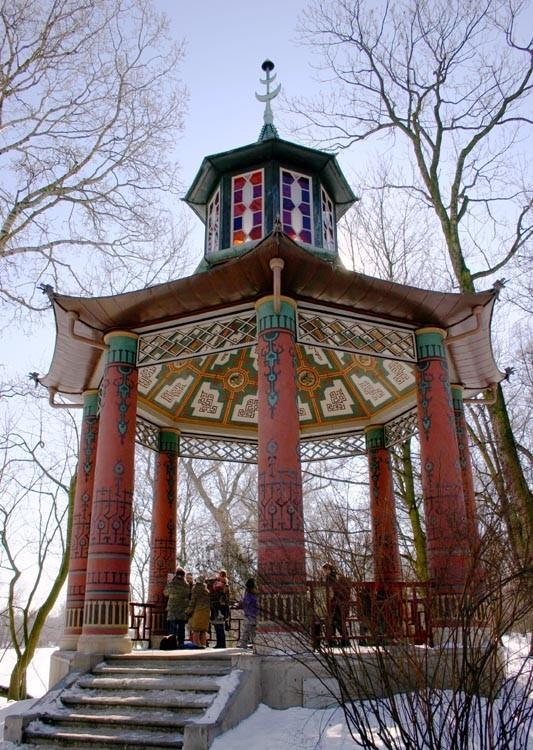
Altana w stylu chinoiserie w parku Pałacu w Wilanowie

Chinoiserie (fr., dosł. „chińszczyzna”, wym. szinuazeri) – eklektyczny styl w sztuce, wzornictwie i architekturze europejskiej nawiązujący do kultury chińskiej. Charakteryzuje się zapożyczaniem chińskich motywów i materiałów, m.in. laki, porcelany itd. Chinoiserie pojawiła się we Francji w połowie XVII wieku. Szybko opanowała Europę, a w XVIII wieku stała się jednym z elementów rokoko. Sama nazwa zaczęła być używana w XVIII wieku. 
Styl ten wywołany był fascynacją Chinami, której uległa Europa po sukcesie jezuickich misji na dworach dynastii Ming i Qing. Do tego nurtu zalicza się także inspiracje płynące z innych krajów Dalekiego Wschodu, przede wszystkim Japonii.
W ostatnich latach w związku z integracją Chin ze światową gospodarką moda na chinoiserie odżywa. Obecnie dotyczy jednak głównie mebli i wystroju wnętrz. Tak jak w XVII-XVIII wieku, tak i dziś chinoiserie jest jedynie echem dalekowschodniej kultury, jej wersją stereotypową.

## Porcelana i fajans

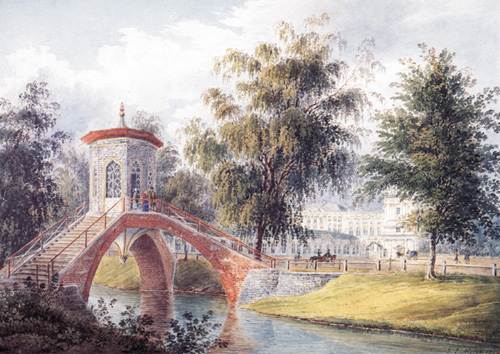
Chińska wioska w Carskim Siole powstała na zamówienie Katarzyny II.

Ważnym elementem tego nurtu była fascynacja chińską porcelaną, którą próbowano kopiować od czasów renesansu. Od końca XVII wieku chińskie wzornictwo chętnie stosowano przy produkcji fajansu, m.in. w holenderskim Delfcie. Złoty okres rokokowej porcelany w stylu chinoserie przypada na lata 1740–1770.

## Architektura i wystrój wnętrz
Innym elementem tego nurtu były tzw. chińskie pokoje w barokowych i rokokowych pałacach arystokracji w Niemczech, Rosji a także w Polsce. Pokoje meblowano parawanami, wachlarzami, malowidłami przedstawiającymi orientalne krajobrazy i scenki rodzajowe. W Aranjuez pod Madrytem oglądać można dach z chińskiej dachówki, a w Drottningholm w Szwecji i Carskim Siole w Rosji powstały całe chińskie wioski. W Wielkiej Brytanii Thomas Chippendale wykonywał meble w stylu chińskim.

## Ogrody i parki

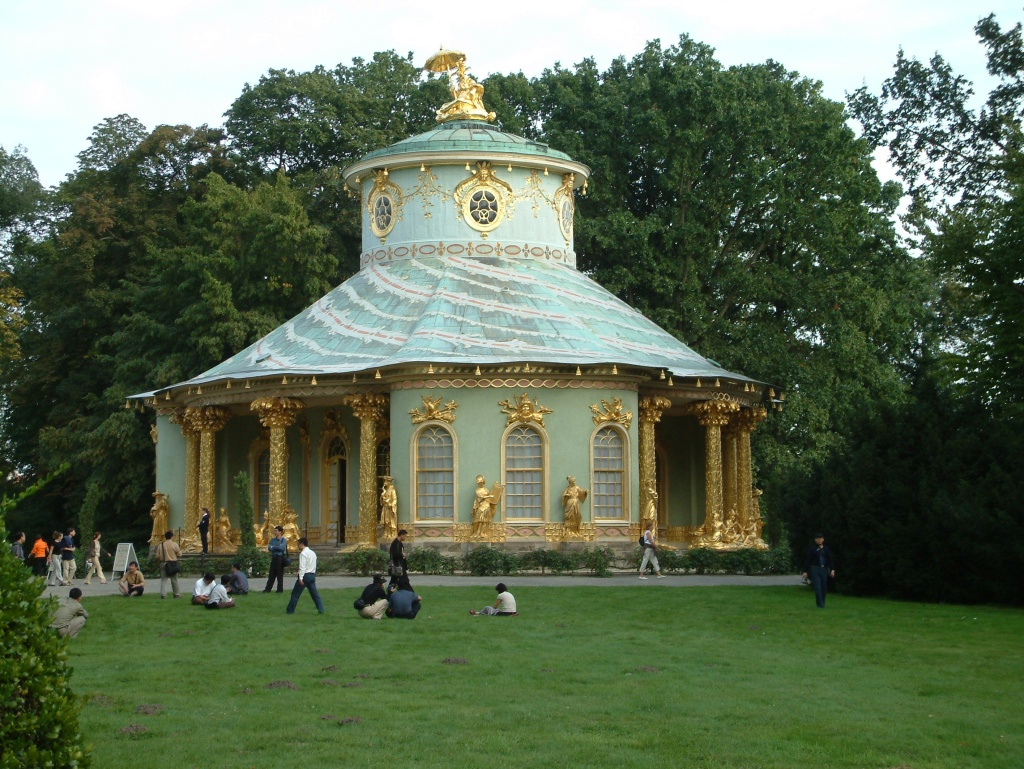
Chiński dom w Poczdamie.

W parkach wznoszono w stylu chinoiserie altany, pawilony a także pagody, np. w londyńskim Kew czy w Englischer Garten w Monachium. Wzniesiona na polecenie Stanisława Kostki Potockiego w latach 1805-12 altana w stylu chinoiserie znajduje się także w parku pałacu w Wilanowie.

## Malarstwo
Do malarzy sięgających po orientalne motywy należeli m.in. Jean Antoine Watteau, François Boucher.